# Uzjytsa
Uzjytsa (vitryska: Ужыца) är ett vattendrag i Belarus.   Det ligger i voblasten Vitsebsks voblast, i den norra delen av landet, 210 km norr om huvudstaden Minsk.
Omgivningarna runt Uzjytsa är en mosaik av jordbruksmark och naturlig växtlighet. Runt Uzjytsa är det glesbefolkat, med 14 invånare per kvadratkilometer.